# Asteia nigroscutellata
Asteia nigroscutellata är en tvåvingeart som beskrevs av Oswald Duda 1927. Asteia nigroscutellata ingår i släktet Asteia och familjen smalvingeflugor. Inga underarter finns listade i Catalogue of Life.